# 1928. évi nyári olimpiai játékok
Az 1928. évi nyári olimpiai játékokat, hivatalos nevén a IX. nyári olimpiai játékokat 1928. július 28. és augusztus 12. között rendezték meg a hollandiai Amszterdamban.
A rendezésre pályázott még Los Angeles is, de a háborús ellentétek áthidalására a Nemzetközi Olimpiai Bizottság választása szándékosan a semleges Hollandiára esett. A versenyeket több részletben, a labdarúgás és a gyeplabda kivételével tizenhat versenynap alatt bonyolították le, és rajtuk negyvenhat nemzet 2883 sportolója vett részt.

## Érdekességek
- Ezen az olimpián szerepeltek először női atléták és tornászok.
- Ezen az olimpián osztották ki utoljára a záróünnepélyen az összes érmet.
- A megnyitón egy udvariatlan alkalmazott viselkedésén a franciák annyira megsértődtek, hogy nem vonultak fel, és szóba került idő előtti hazautazásuk is.
- 1924-ben, 1928-ban és 1932-ben az olimpia ökölvívóversenyei egyben Európa-bajnoki versenyek is voltak, a legjobb európai ökölvívó hivatalos Európa-bajnoki címet szerzett. Győzelmével Kocsis Antal a sportág első magyar olimpiai bajnoka és első magyar Európa-bajnoka is lett.
- Olav norvég trónörökös vitorlázásban győzedelmeskedik. A II. világháború idején a nácikkal szembeni ellenállás vezéralakja, majd 34 éven át, 1991-ben bekövetkezett haláláig, népszerű királya volt országának.
- Az angol királyi család tagja, Exeter hercege, Lord Burghley négyszáz gáton aranyérmes lett.

## Részt vevő nemzetek
A kiengesztelődés szellemében már meghívták Németországot is, így a játékokon a következő negyvenhat nemzet vett részt, vastagítással kiemeltek az új résztvevők:
- Argentína (ARG) (81 – 81 férfi)
- Ausztrália (AUS) (18 – 14 férfi, 4 nő)
- Ausztria (AUT) (73 – 67 férfi, 6 nő)
- Belgium (BEL) (186 – 175 férfi, 11 nő)
- Bulgária (BUL) (5 – 5 férfi)
- Chile (CHI) (32 – 32 férfi)
- Csehszlovákia (TCH) (70 – 69 férfi, 1 nő)
- Dánia (DEN) (91 – 82 férfi, 9 nő)
- Dél-afrikai Unió (RSA) (24 – 18 férfi, 6 nő)
- Egyesült Államok (USA) (280 – 236 férfi, 44 nő)
- Egyiptom (EGY) (32 – 32 férfi)
- Észtország (EST) (20 – 20 férfi)
- Finnország (FIN) (69 – 67 férfi, 2 nő)
- Franciaország (FRA) (255 – 219 férfi, 36 nő)
- Fülöp-szigetek (PHI) (4 – 4 férfi)
- Görögország (GRE) (23 – 23 férfi)
- Haiti (HAI) (2 – 2 férfi)
- Hollandia (NED) (264 – 220 férfi, 44 nő)
- India (IND) (21 – 21 férfi)
- Írország (IRL) (38 – 33 férfi, 5 nő)
- Japán (JPN) (40 – 39 férfi, 1 nő)
- Jugoszlávia (YUG) (34 – 34 férfi)
- Kanada (CAN) (69 – 62 férfi, 7 nő)
- Kuba (CUB) (1 – 1 férfi)
- Lengyelország (POL) (93 – 82 férfi, 11 nő)
- Lettország (LAT) (17 – 15 férfi, 2 nő)
- Litvánia (LTU) (12 – 11 férfi, 1 nő)
- Luxemburg (LUX) (48 – 46 férfi, 2 nő)
- Magyarország (HUN) (110 – 94 férfi, 16 nő)
- Málta (MLT) (9 – 9 férfi)
- Mexikó (MEX) (30 – 30 férfi)
- Monaco (MON) (10 – 10 férfi)
- Nagy-Britannia (GBR) (232 – 201 férfi, 31 nő)
- Németország (GER) (295 – 260 férfi, 35 nő)
- Norvégia (NOR) (52 – 52 férfi)
- Olaszország (ITA) (264 – 220 férfi, 44 nő)
- Panama (PAN) (1 – 1 férfi)
- Portugália (POR) (31 – 31 férfi)
- Rodézia (RHO) (?)
- Románia (ROU) (21 – 19 férfi, 2 nő)
- Spanyolország (ESP) (80 – 80 férfi)
- Svájc (SUI) (133 – 132 férfi, 1 nő)
- Svédország (SWE) (100 – 87 férfi, 13 nő)
- Törökország (TUR) (31 – 31 férfi)
- Új-Zéland (NZL) (9 – 6 férfi, 3 nő)
- Uruguay (URU) (17 – 17 férfi)

## Olimpiai versenyszámok
| Versenyszámok az 1928. évi nyári olimpiai játékokon |        |        |        |        |        |       |          |
| Sportág, szakág                                     | Egyéni | Egyéni | Csapat | Csapat | Csapat | nyílt |          |
| Sportág, szakág                                     | férfi  | női    | férfi  | női    | vegyes | nyílt | összesen |
| Atlétika                                            | 20     | 4      | 2      | 1      | 0      | 0     | 27       |
| Birkózás                                            | 13     | 0      | 0      | 0      | 0      | 0     | 13       |
| Evezés                                              | 1      | 0      | 6      | 0      | 0      | 0     | 7        |
| Gyeplabda                                           | 0      | 0      | 1      | 0      | 0      | 0     | 1        |
| Kerékpározás                                        | 3      | 0      | 3      | 0      | 0      | 0     | 6        |
| Labdarúgás                                          | 0      | 0      | 1      | 0      | 0      | 0     | 1        |
| Lovaglás                                            | 3      | 0      | 3      | 0      | 0      | 0     | 6        |
| Műugrás                                             | 2      | 2      | 0      | 0      | 0      | 0     | 4        |
| művészeti versenyek                                 | 0      | 0      | 0      | 0      | 0      | 13    | 13       |
| Ökölvívás                                           | 8      | 0      | 0      | 0      | 0      | 0     | 8        |
| Öttusa                                              | 1      | 0      | 0      | 0      | 0      | 0     | 1        |
| Súlyemelés                                          | 5      | 0      | 0      | 0      | 0      | 0     | 5        |
| Torna                                               | 6      | 0      | 1      | 1      | 0      | 0     | 8        |
| Úszás                                               | 5      | 4      | 1      | 1      | 0      | 0     | 11       |
| Vitorlázás                                          | 1      | 0      | 2      | 0      | 0      | 0     | 3        |
| Vívás                                               | 3      | 1      | 3      | 0      | 0      | 0     | 7        |
| Vízilabda                                           | 0      | 0      | 1      | 0      | 0      | 0     | 1        |
|                                                     |        |        |        |        |        |       |          |
| Összesen                                            | 71     | 11     | 24     | 3      | 0      | 13    | 122      |

## Éremtáblázat
Az olimpián harminchárom ország nyert érmet. Az éremtáblázat a művészeti versenyek díjazottjait nem tartalmazza.
(A táblázatban Magyarország és a rendező ország csapata eltérő háttérszínnel, az egyes számoszlopok legmagasabb értéke vastagítással kiemelve.)
| Az 1928. évi nyári olimpiai játékok éremtáblázatának első tíz helyezettje | Az 1928. évi nyári olimpiai játékok éremtáblázatának első tíz helyezettje | Az 1928. évi nyári olimpiai játékok éremtáblázatának első tíz helyezettje | Az 1928. évi nyári olimpiai játékok éremtáblázatának első tíz helyezettje | Az 1928. évi nyári olimpiai játékok éremtáblázatának első tíz helyezettje | Olimpia  |
| ------------------------------------------------------------------------- | ------------------------------------------------------------------------- | ------------------------------------------------------------------------- | ------------------------------------------------------------------------- | ------------------------------------------------------------------------- | -------- |
|                                                                           | Ország                                                                    | Arany                                                                     | Ezüst                                                                     | Bronz                                                                     | Összesen |
| 1.                                                                        | Egyesült Államok (USA)                                                    | 22                                                                        | 18                                                                        | 16                                                                        | 56       |
| 2.                                                                        | Németország (GER)                                                         | 10                                                                        | 7                                                                         | 14                                                                        | 31       |
| 3.                                                                        | Finnország (FIN)                                                          | 8                                                                         | 8                                                                         | 9                                                                         | 25       |
| 4.                                                                        | Svédország (SWE)                                                          | 7                                                                         | 6                                                                         | 12                                                                        | 25       |
| 5.                                                                        | Olaszország (ITA)                                                         | 7                                                                         | 5                                                                         | 7                                                                         | 19       |
| 6.                                                                        | Svájc (SUI)                                                               | 7                                                                         | 4                                                                         | 4                                                                         | 15       |
| 7.                                                                        | Franciaország (FRA)                                                       | 6                                                                         | 10                                                                        | 5                                                                         | 21       |
| 8.                                                                        | Hollandia (NED)                                                           | 6                                                                         | 9                                                                         | 4                                                                         | 19       |
| 9.                                                                        | Magyarország (HUN)                                                        | 4                                                                         | 5                                                                         | 0                                                                         | 9        |
| 10.                                                                       | Kanada (CAN)                                                              | 4                                                                         | 4                                                                         | 7                                                                         | 15       |
|                                                                           |                                                                           |                                                                           |                                                                           |                                                                           |          |
| Összesen                                                                  | Összesen                                                                  | 110                                                                       | 108                                                                       | 109                                                                       | 327      |

## Magyar részvétel
Az olimpián Magyarországot – a művészeti versenyeket is beleértve – tizenkét sportágban, összesen 110 sportoló képviselte. Az olimpiai ügyek irányítását – így a válogatást is – az 1927-ben megszüntetett Magyar Olimpiai Bizottság helyett az Országos Testnevelési Tanács végezte. A profizmus bevezetése miatt nem vett részt a magyar labdarúgó-válogatott, viszont első ízben indult az olimpián magyar öttusázó. A megnyitóünnepségen a magyar zászlót Egri Kálmán, atléta, diszkoszvető vitte. A magyar sportolók összesen tíz érmet, öt arany- és öt ezüstérmet, illetve a helyezések száma alapján nyolcvan olimpiai pontot szereztek. Ez tizenegy ponttal több, mint az előző olimpián elért eredmény.
A magyar csapat szerepléséről részletesen lásd a Magyarország az 1928. évi nyári olimpiai játékokon szócikket.